# Desmometopa nigrohalteralis
Desmometopa nigrohalteralis är en tvåvingeart som beskrevs av Curtis W. Sabrosky 1983. Desmometopa nigrohalteralis ingår i släktet Desmometopa och familjen sprickflugor. Inga underarter finns listade i Catalogue of Life.